# Mega Express Three
Le Mega Express Three est un ferry rapide du groupe Corsica Ferries - Sardinia Ferries. Construit entre 2000 et 2001 par les chantiers sud-coréens Samsung Heavy Industries de Geoje pour la compagnie grecque Minoan Lines sous le nom d’Oceanus (Ωκεανός, Okeanós), il était à l'origine un navire mixte mis en service en août 2001 entre la Grèce et l'Italie. Après avoir desservi Malte et la Tunisie en 2002 sous le nom d‘Ariadne Palace I (Αριάδνη Παλάς Ι, Ariádni Palás I), il est racheté par Corsica Ferries en 2003 et il reste sous les couleurs de Minoan Lines pendant l'été avant de prendre la direction de l'Italie où il sera transformé en profondeur pour être converti en car-ferry. Il dessert depuis 2004 les lignes du groupe bastiais entre le continent italien et français vers la Sardaigne et la Corse.

## Histoire

### Origines et construction
Depuis la seconde moitié des années 1990, les compagnies grecques Minoan Lines et Superfast Ferries se livrent une rude concurrence sur les lignes entre la Grèce et l'Italie. Superfast avait en effet révolutionné cette desserte dès 1995 en mettant en service deux car-ferries de dernière génération, alliant les dimensions et le confort d'un ferry classique à une vitesse élevée proche de celle d'un navire à grande vitesse, qui ont immédiatement rencontré un succès important.
Afin de se prémunir contre l'arrivée de Superfast, Minoan avait aussi fait construire un navire neuf, l‘Aretousa, également mis en service en 1995. Mais malgré ses dimensions légèrement supérieures, sa vitesse se révèlera inférieure à celle de ses concurrents. Cela sera cependant corrigé avec la mise en service de deux sister-ships améliorés, l‘Ikarus en 1997 et le Pasiphae en 1998, capables d'atteindre des vitesses équivalentes à celles des navires de Superfast, ce à quoi cette dernière répondra avec deux nouveaux car-ferries en 1998 et l'annonce de la construction de futures unités à court terme.
Ainsi, dès 1998, Minoan Lines annonce un important programme de renouvellement de sa flotte à la hauteur de 900 millions de dollars. Sept navires sont ainsi prévus à l'horizon 2002, deux sont destinés à assurer la liaison entre Le Pirée et la Crète tandis que les cinq autres seront exploité dans l'Adriatique. Les navires prévus pour l'Adriatique sont divisés en deux séries, la première axée sur le transport des passagers et la deuxième sur le transport du fret. La construction de ces derniers, baptisés Prometheus, Oceanus et Ariadne en référence aux personnages de la mythologie grecque Prométhée, Océan et Ariane est confiée aux chantiers sud-coréens Samsung Heavy Industries.
Leur conception est davantage orientée vers le transport de fret, ainsi, les sister-ship sont pourvus d'un spacieux garage sur deux niveaux spécialement aménagé pour le transport des remorques. Les aménagements dédiés aux passagers offrent malgré tout un niveau de confort élevé, comprenant notamment un bar, un restaurant, une piscine extérieure ainsi qu'une centaine de cabines avec sanitaires. Ces navires sont prévus pour naviguer à des vitesses de plus de 30 nœuds et leur appareil propulsif est l'un des plus sophistiqués au monde. Enfin, leurs dimensions sont relativement élevée avec une longueur de 212 mètres pour 25 mètres de large.
L‘Oceanus est mis sur cale à Geoje le 13 octobre 2000 et lancé le 13 janvier 2001. Achevé entre janvier et juin, il est livré à Minoan Lines le 5 juillet 2001. Il atteint durant ses essais en mer la vitesse exceptionnelle de 32 nœuds.

### Service

#### Minoan Lines (2001-2003)
Une fois sa construction terminée, l‘Oceanus quitte la Corée du Sud et traverse en une vingtaine de jours l'océan Indien et le canal de Suez. Arrivé en Grèce, le navire entame sa carrière le 5 août 2001 sur la ligne Patras - Igoumenítsa - Venise puis est déplacé à partir d'octobre sur la ligne Patras - Igoumenítsa - Ancône.
En mai 2002, il est remplacé par l‘Europa Palace et navigue donc à partir du 2 juin entre Gênes, La Valette et Tunis sous le nom d‘Ariadne Palace I dans le cadre d'un partenariat entre Minoan et le groupe Grimaldi. En conséquence, les marques des deux compagnies apparaissent conjointement sur les flancs du navire. Le partenariat se termine le 10 janvier 2003.
Afin de réduire ses dettes et d'accroître son capital, Minoan décide de se séparer de plusieurs de ses navires. L‘Ariadne Palace I  est ainsi vendu en février 2003 au groupe Corsica Ferries - Sardinia Ferries pour 67 millions de dollars. Le navire est renommé Ariadne Palace One et passe sous pavillon italien mais reste cependant affrété par Minoan Lines pour quelques mois. Il dessert durant l'été 2003 la ligne  Patras - Igoumenítsa - Corfou - Bari et réalise sa dernière traversée sous les couleurs de Minoan le 20 septembre, il est ensuite livré à son nouvel armateur.

#### Corsica Ferries - Sardinia Ferries (depuis 2003)
Réceptionné par Corsica Ferries, le navire est immédiatement conduit aux chantiers Nuovi Cantieri Apuania de Marina di Carrara afin d'être mis aux standards de la compagnie. Afin d'augmenter sa capacité d'emport, d'importantes transformations sont effectuées à bord. Le pont garage supérieur est supprimé et remplacé par deux ponts abritant une centaine de nouvelles cabines, un self-service est créé sur l'un d'entre eux et la décoration des installations d'origines est modifiée. La coque du car-ferry est ensuite repeinte avec la livrée jaune et bleue de l'armateur. Étant le troisième navire rapide de Corsica Ferries, il est rebaptisé Mega Express Three. Les transformations se poursuivent jusqu'au mois de juin 2004.
Livré avec un léger retard, le Mega Express Three est mis en service le 10 juin 2004 entre Livourne et Golfo Aranci. Le 15 juin, il escale pour la première fois à Bastia où il est présenté au public corse. Au cours de l'été 2001, Corsica Ferries avait bouleversé les lignes maritimes entre le continent et la Corse avec la mise en service des ferries rapides Mega Express et Mega Express Two. L'arrivée de ces navires a permis à la compagnie bastiaise de devenir dès 2002 le premier transporteur de passagers sur les lignes insulaires. Cet immense succès a alors incité l'armateur à acquérir un troisième navire aux caractéristiques similaires qui serait, quant à lui, affecté sur les lignes de la Sardaigne. Les dimensions du Mega Express Three ainsi que sa vitesse sont équivalentes à celles de ses principaux concurrents exploités par Moby Lines et Tirrenia.

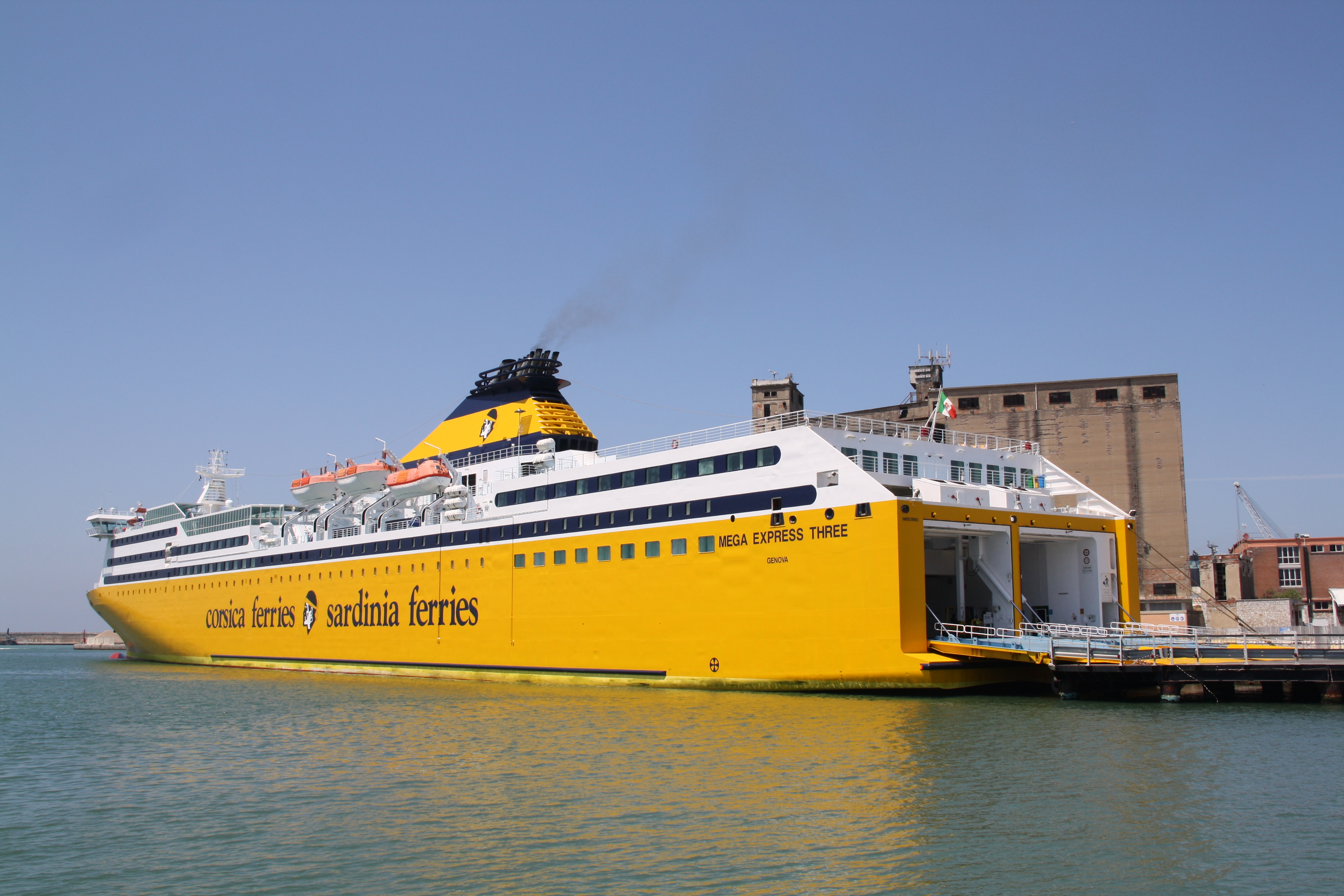
Le Mega Express Three à Livourne.

Le 9 août 2007 vers 4h, le navire vient porter assistance au Sardinia Express en difficulté après un incendie dans la salle des machines. Dans l'impossibilité de pouvoir aborder le navire à grande vitesse en raison du vent, le Mega Express Three tend un câble et le prend en remorque en attendant l'arrivée des autorités.
Le 15 juin 2016, le car-ferry répand accidentellement quelques litres d'huile de moteur au large de Savone à la suite du dysfonctionnement d'une des trappes prévues à cet effet. Le navire est alors intercepté par les gardes côtes italiens qui procèdent à l'inspection des dispositifs. Il peut finalement reprendre la mer quelques instants plus tard.
Le 31 juillet entre Livourne et Golfo Aranci, le Mega Express Three est dérouté d'urgence vers Portoferraio après qu'une passagère enceinte ait signalé à l'équipage être victime d'une hémorragie interne. Afin d'éviter d'aggraver le cas de la passagère, le navire accoste directement au port malgré ses 212 mètres et la personne est immédiatement évacuée par ambulance.
Le 28 février 2019, les marins grévistes de La Méridionale empêchent le navire d'accéder au port d'Ajaccio. Celui-ci est donc dérouté sur Propriano tout comme le Jean Nicoli de Corsica Linea. Le Mega Express Three effectuera un autre voyage vers Propriano avant que le port d'Ajaccio ne soit débloqué.
Dans la soirée du 22 décembre, alors que le navire est accosté dans le port de Toulon, une rafale de mistral de 90 km/h fait rompre l'une de ses amarres qui heurte violemment un véhicule venant de débarquer du car-ferry. Sur les trois occupants, seule une femme installée du côté passager a été légèrement blessée.
Le 16 janvier 2023, alors que le Mega Express Three se trouve désarmé dans l'enceinte des chantiers de Gênes, des vents violents font rompre les amarres du ferry Bithia de la compagnie Tirrenia, stationné à proximité immédiate, qui vient alors percuter le navire de Corsica Ferries, occasionnant sur celui-ci quelques dégâts se limitant cependant à des tôles froissées et la destruction d'un hublot au niveau du salon fauteuil du pont 7 arrière. Les deux ferries sont rapidement séparés par l'intervention de remorqueurs et aucun blessé ne sera à déplorer.
Le 31 juillet, le Mega Express Three est victime d’un black-out entre Golfo-Aranci et Livourne, le navire reste quelques heures au large de l’Île d’Elbe avant de parvenir à repartir avec un important retard.

## Aménagements
À l'origine, l‘Oceanus comportait 8 ponts (Les ponts-garages 3 et 4 s'étendaient sur deux étages afin de permettre au navire de transporter du fret). Les installations des passagers se situaient sur les ponts 5, 6 et 7.
Actuellement, le Mega Express Three possède 10 ponts, avec l'ajout de deux nouveaux étages (un car-deck amovible et un pont classique à la place du garage original) en 2004. Les locaux passagers occupent désormais les ponts 5, 6, 7, 8 et 9. Le garage s'étend quant à lui sur la totalité des ponts 3 et 4.

### Locaux communs
Lorsque le navire naviguait pour Minoan Lines, les installations communes étaient majoritairement situées sur le pont 5. L‘Oceanus disposait d'un bar-salon, d'un restaurant à la carte, d'un restaurant self-service, d'une galerie marchande et d'un casino. Une piscine extérieure avec bar lido était également présente sur le pont 6 ainsi qu'un glacier sur le pont 7.
Lors des travaux de 2004 à la suite de l'acquisition du navire par Corsica Ferries, les aménagements sont pour la plupart conservés mais certains sont modifiés. Le bar-salon est agrandi au détriment du self-service qui est réaménagé sur le nouveau pont 6.
Depuis la fin des années 2010, les installations portent désormais un nom commun à tous les navires de la flotte.
Depuis lors, les installations du car-ferry sont organisés de la manière suivantes :
- Riviera Lounge, confortable bar-salon situé au milieu du pont 7 ;
- Lido Beach Bar, bar extérieur avec piscine au centre du navire sur le pont 8 ;
- Dolce Vita, restaurant à la carte situé sur le pont 7 vers le milieu du navire ;
- Yellow's, libre-service situé au milieu du pont 6 proposant une cuisine classique ;
- Gusto, libre-service proposant une cuisine d'inspiration italienne partageant le même emplacement que le précédent ;
- Sweet Cafe, point de vente situé à proximité des précédents proposant des boissons chaudes et fraîches ainsi que diverses pâtisseries ;

En plus de ces installations, une boutique, une salle de jeux pour enfants et un espace d'arcade sont situés sur le pont 7. 

### Cabines
Dans son ancienne configuration, l‘Oceanus possédait 180 cabines internes et externes situées sur les ponts 5 et 6, à l'avant du navire. La plupart d'entre elles disposait de deux à quatre couchettes et certaines d'un grand lit à deux places. Toutes étaient pourvues de sanitaires comprenant douche, WC et lavabo. Un salon d'une centaine de fauteuils était également présent à l'arrière du navire sur le pont 5.
Durant les modifications entreprises par Corsica Ferries en 2004, une centaine de nouvelles cabines sont ajoutées, portant leur nombre à 368. Tout comme les originales, celles-ci comportent deux à quatre couchage ainsi qu'un bloc sanitaire. Un autre salon fauteuils a aussi été ajouté, pour un total de 485 places en passagers fauteuil.

## Caractéristiques
Le Mega Express Three mesure 212 mètres de long pour 25 mètres de large, son tonnage est de 29 637 UMS (26 995 UMS à l'origine). Le navire pouvait accueillir 1 300 passagers dans sa version originale et peut, depuis les transformations de 2004, transporter 2 100 personnes. Il possède, depuis ces transformations, un garage pouvant contenir 670 véhicules répartis sur quatre niveaux. Le garage est accessible par deux portes rampes situées à la poupe, une troisième de plus petite taille également située à la poupe permet aux passagers piétons de directement rejoindre la réception du navire située au pont 6. La propulsion du Mega Express Three est assurée par quatre moteurs diesels Wärtsilä 12V46C développant une puissance de 50 424 kW entrainant deux hélices faisant filer le bâtiment à une vitesse de 30,5 nœuds, ce qui en fait l'un des navires les plus rapides de sa catégorie. Le navire possède quatre embarcations de sauvetage de grande taille, deux de taille moyenne et une embarcation semi-rigide de secours ainsi que plusieurs radeaux de sauvetage.

## Lignes desservies
Pour Minoan Lines, le navire a assuré au cours de l'été 2001 la liaison entre la Grèce et l'Italie sur la ligne Patras - Igoumenitsa - Venise puis Patras - Igoumenitsa - Ancône à partir d'octobre. Il a ensuite navigué entre l'Italie, Malte et la Tunisie sur la ligne Gênes - La Valette - Tunis durant l'été 2002 dans le cadre d'un partenariat entre Minoan et le groupe Grimaldi. Il naviguera durant l'été 2003 entre la Grèce et l'Italie sur l'axe Patras - Igoumenitsa - Corfou - Bari.
À partir de juin 2004, le navire dessert la Sardaigne depuis Livourne et Civitavecchia vers Golfo Aranci pour le compte du groupe Corsica Ferries - Sardinia Ferries.
Actuellement, le car-ferry effectue les lignes de l'armateur, entre les continents italiens et français vers la Sardaigne et la Corse. Ainsi, le navire est affecté à la ligne Livourne - Golfo Aranci durant l'été et dessert la Corse en basse saison depuis Toulon vers Ajaccio principalement mais parfois vers Bastia et occasionnellement depuis Nice. Il effectue également quelques traversées inter-îles entre Ajaccio et Porto Torres.